# Naphtholgrün B
Naphtholgrün B (systematische Bezeichnung nach Colour Index Acid Green 1) ist ein äußerst lichtechter grüner Farbstoff aus der Klasse der Säurefarbstoffe und gehört zu den Nitrosoverbindungen, das Absorptionsmaximum liegt bei 714 nm (Wasser). Es ist das einfach sulfonierte Derivat von Naphtholgrün Y (C.I. 10005), wobei drei Moleküle einen Komplex mit Fe3+ bilden. Der pH-Wert (10 g/l H2O, 20 °C) beträgt 9,3.

## Verwendung
Industriell wird Naphtholgrün B zum Färben von Wolle, Nylon, Papier, eloxiertem Aluminium und Seife verwendet.
Darüber hinaus fand es auch bei Mehrfachfärbungen von Tierzellen Verwendung.